# Auguste Delbeke
Pour les articles homonymes, voir Delbeke.
Le baron Auguste-Charles Delbeke (né le 12 août 1853 à Courtrai et mort à Anvers le 18 décembre 1921) est un littérateur et homme politique belge, membre du Parti catholique qui exerça une importante influence concernant l'expansion belge au Congo.

## Biographie
Docteur en droit de l'Université catholique de Louvain en 1874, Auguste Delbeke s'inscrit comme avocat au barreau d'Anvers. Il se consacre par ailleurs au journalisme en tant que rédacteur en chef du Journal d'Anvers. Il collabore également à la Revue générale. En juin 1892, il fait son entrée en politique comme membre de la Chambre des représentants sur les bancs de la Droite. Entre 1907 et 1910, il fait partie d'un gouvernement catholique, comme Ministre des Travaux publics. Il se retire de la politique après les élections de mai 1910. En 1912, le roi Albert 1er lui octroie le titre de baron. 
Il est le père du baron Francis Delbeke, littérateur et collectionneur de peinture.

## Publications
- Une thèse nouvelle sur la propriété des cours d'eau non navigables ni flottables (en collaboration avec Hector Mavaut, 1894.
- La plus grande Belgique. Conférence donnée à Mons le 14 avril 1905, École supérieure commerciale et consulaire, Mons, 1905.